# 萊氏齒鰩
希氏齒鰩（學名：Dentiraja lemprieri），為軟骨魚綱鰩目鰩科齒鰩屬的一種，分布於東印度洋澳洲海域，深度0至170公尺，體長可達55公分，棲息在大陸棚軟底質海域，為底棲性魚類，肉食性，卵生，卵囊為長方形，有堅硬的角質觸角，幼魚可能會跟隨較大的個體，生活習性不明。